# Moussy-le-Vieux
Moussy-le-Vieux ist eine französische Gemeinde mit 1.475 Einwohnern (Stand: 1. Januar 2022) im Département Seine-et-Marne in der Region Île-de-France. Sie gehört zum Arrondissement Meaux und zum Kanton Mitry-Mory (bis 2015: Kanton Dammartin-en-Goële).
Die Einwohner werden Moussyssiens genannt.

## Geographie
Moussy-le-Vieux liegt etwa 30 Kilometer nordöstlich von Paris.

### Nachbargemeinden
Umgeben ist Moussy-le-Vieux von den Gemeinden Moussy-le-Neuf im Norden und Nordwesten, Othis im Nordosten, Longperrier im Osten, Villeneuve-sous-Dammartin im Süden und Südosten, Le Mesnil-Amelot im Südwesten sowie Mauregard im Westen und Südwesten.

## Bevölkerungsentwicklung
| Jahr      | 1962 | 1968 | 1975 | 1982 | 1990 | 1999 | 2006 | 2013 |
| Einwohner | 324  | 295  | 389  | 657  | 836  | 1008 | 1080 | 1045 |

## Sehenswürdigkeiten
- Kirche Saint-Martin aus dem 15. Jahrhundert, Monument historique seit 1980
- Schloss Moussy, Domäne der (Les) Gueules Cassées, des Verbandes der Kriegsversehrten des Ersten Weltkriegs

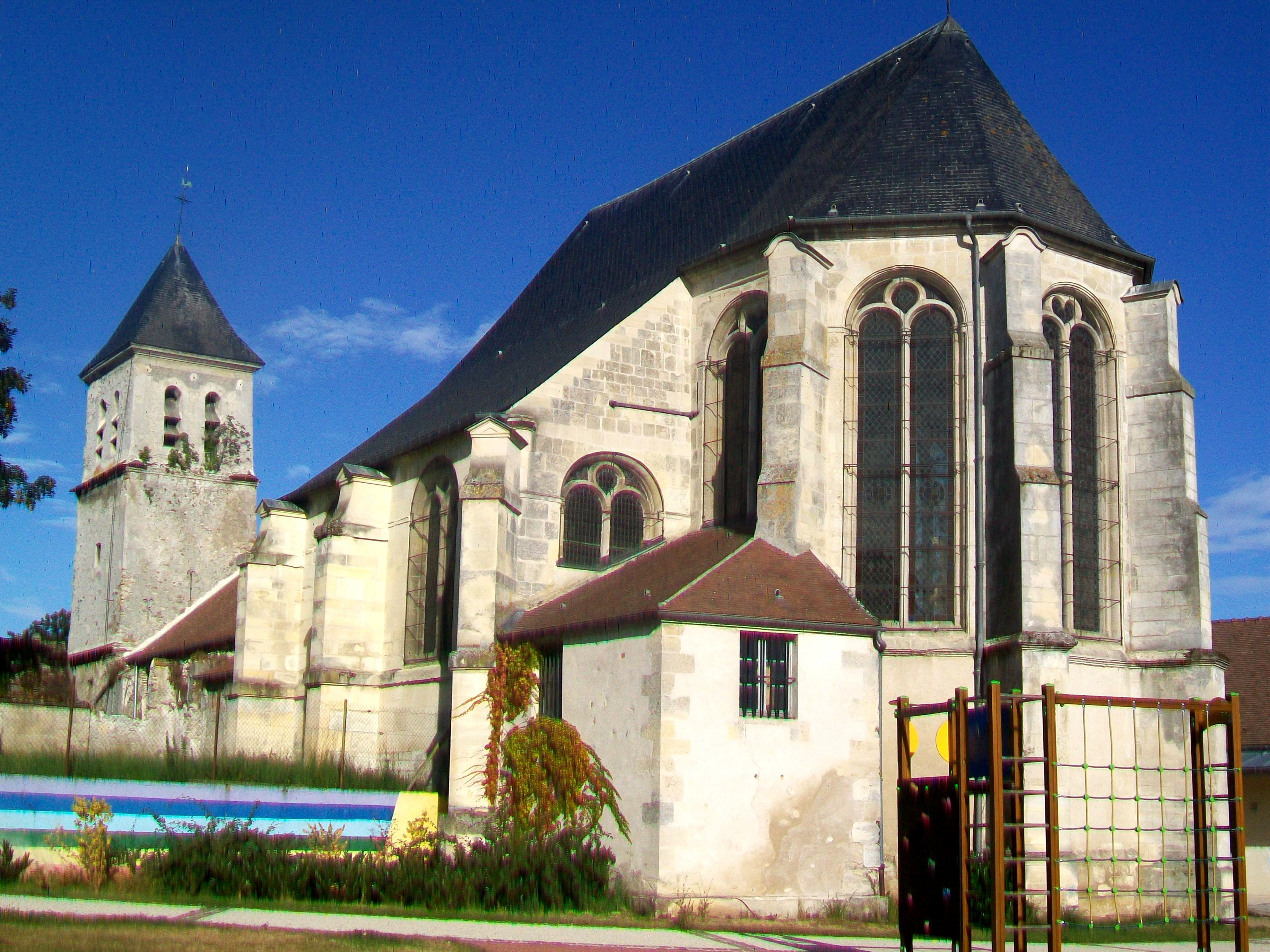
Kirche Saint-Martin
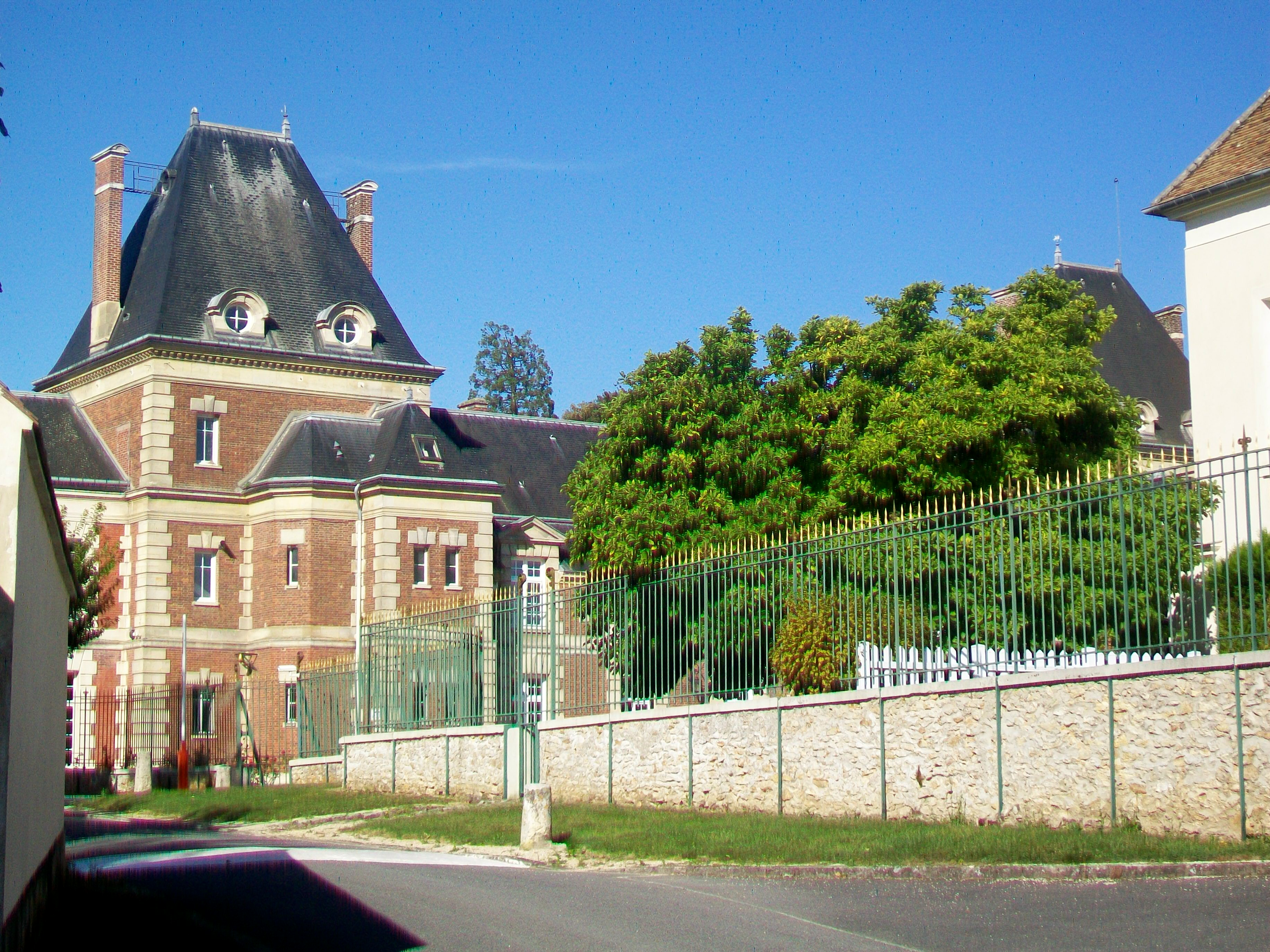
Schloss Moussy

## Wirtschaft
In der Gemeinde liegt die Verwaltung der Tereos, einem französischen Zuckerhersteller. Die Verwaltung rechtliche Sitz liegt allerdings in Origny-Sainte-Benoite im Département Aisne.